# Дороті Ламур
Дороті Ламур (англ. Dorothy Lamour; 10 грудня 1914 — 22 вересня 1996) — американська акторка. Найвідоміша за ролями в комедіях із серії «Дорога на…» з Бобом Гоупом та Бінгом Кросбі.

## Біографія
Мері Літа Дороті Слетон народилася в Новому Орлеані 10 грудня 1914 року в сім'ї офіціантів Кармен Луїзи та Джона Вотсона Слетона. Через кілька років її батьки розлучилися і мати незабаром одружилася з Кларенсом Ламуром, ім'я якого потім взяла Дороті. Другий шлюб матері теж виявився недовгим і після розлучення вона з Дороті опинилася у поганому фінансовому становищі. У 15 років Дороті підробила свої документи, щоб покинути школу і знайти роботу. Після цього вона вступила до школи секретарів, в якій не вимагали свідоцтва про середню освіту.
Після перемоги в 1931 році на конкурсі Міс Новий Орлеан Дороті з матір'ю переїхала до Чикаго, де почала працювати ліфтеркою в універмазі «Маршалл Філд». Пізніше познайомилася з вокалістом Гербі Кеєм, з гуртом якого деякий час виступала на радіо. Пізніше залишила гурт і переїхала до Нью-Йорка, де влаштувалася співачкою в популярному нічному клубі «El Morocco». Потім працювала в кабаре на П'ятій авеню, де познайомилася з Луїсом Маєром, керівником студії «MGM». Завдяки йому вона у 1935 році потрапила до Голлівуду, де підписала контракт із «Paramount». У тому ж році стала ведучою власної музичної передачф на радіо NBC.
Популярність до Дороті Ламур прийшла в 1936, після того, як вона зіграла Улу (жіночий аналог Тарзана) у фільмі «Принцеса джунглів». Також популярними стали її ролі у фільмах із серії «Дорога на…». Найбільш популярними серед них стали «Дорога на Занзібар» (1941) та «Дорога на Марокко» (1942). Під час Другої світової війни Ламур, поряд з Бетті Грейбл, Рітою Гейворт та Ланою Тернер, була однією з найпопулярніших акторок, які фотографувалися на плакати для американських військовослужбовців.
Найбільш знаменитими післявоєнними фільмами за участю Ламур стали «Моя улюблена брюнетка» (1947), «Найбільше шоу на Землі» (1952) та «Дорога на Балі» (1952), останньому із серії «Дорога на…», після якого її кар'єра пішла на спад.
З занепадом кінокар'єри Ламур розпочала нову кар'єру як конферансьє в кабаре, а також зрідка з'являлася на театральній сцені. На початку 1960-х вона повернулася в кіно, згодом знявшись у трьох фільмах, а також з'явившись у телебаченні в кількох серіалах, серед яких були «Правосуддя Берка», «Човен кохання» та «Вона написала вбивство». У 1970-ті вона майже не знімалася і більшу частину часу проводила з чоловіком, Вільямом Россом Ховардом III (з яким побралася в 1943), в містечку Гемптон в Меріленді, допоки він не помер у 1978 році.
1980 року Ламур випустила автобіографію під назвою «Моя сторона дороги». Останнім фільмом за участю Дороті Ламур став «Калейдоскоп жахів 2» у 1987 році, але після цього вона залишилася популярною як тема для обговорення в журналах та на ТБ.
Дороті Ламур померла від інфаркту 22 вересня 1996 року у Лос-Анджелесі у віці 81 року.
Удостоєна двох зірок на Голлівудській алеї слави — за внесок у кіноіндустрію та розвиток радіо.